# Катіф – Беррі
Катіф – Беррі – складова трубопровідної інфраструктури газопереробного заводу Беррі, що працює на сході Саудівської Аравії.
В 2004-му на нафтовому родовищі Катіф завершили масштабний проект розширення, який включав спорудження другої установки сепарації нафти та газу GOSP-2 (gas oil separation plant). Виділений на ній попутний газ подали по трубопроводу завдовжки 25 км з діаметром 700 мм до центральної установки підготовки Катіф, що включає GOSP-1 та установку сепарації нафти та газу офшорного родовища Абу-Сафа (спільне з Бахрейном). Звідси попутний газ спрямували на газопереробний завод Беррі по трубопроводу довжиною 46 км з діаметром 800 мм.